# Bernède
Bernède är en kommun i departementet Gers i regionen Occitanien i sydvästra Frankrike. Kommunen ligger i kantonen Riscle som tillhör arrondissementet Mirande. År 2022 hade Bernède 186 invånare.

## Befolkningsutveckling
Antalet invånare i kommunen Bernède
Referens:INSEE